# Moreton Morrell
Moreton Morrell – wieś w Anglii, w hrabstwie Warwickshire, w dystrykcie Stratford-on-Avon. Leży 10 km na południe od miasta Warwick i 125 km na północny zachód od Londynu.